# 시리아 국민평의회
시리아 국민평의회(아랍어: المجلس الوطني السوري 알마즐리스 알와타니 아스수리[*], 프랑스어: Conseil national syrien)는 2011년 8월 23일에 터키 이스탄불에서 창립된 시리아계 정치 조직이다. 시리아 내전과 관련된 망명 단체로 보고 있다.

## 같이 보기
- 리비아 과도국가평의회